# Sint-Monulfus en Gondulfuskerk (Maastricht)
De Sint-Monulfus en Gondulfuskerk is een kerkgebouw in het zuidoosten van de Nederlandse stad Maastricht. De parochiekerk van Monulfus en Gondulfus ligt aan de Roserije in de wijk De Heeg.

## Geschiedenis
De bouw van de woonwijk begon in 1976 en vanaf dat moment waren er plannen voor een kerkgebouw. Het ontwerp uit 1979 was van het architectenbureau Swinkels en Salemans. In 1980 werd de eerste steen gelegd en in 1981 werd de eerste mis gevierd en tevens de parochie officieel opgericht. De eerste pastoor was Frans Wiertz, van 1993 tot 2017 bisschop van Roermond.
Anno 2024 werden plannen gepresenteerd om de kerk af te breken en deze te herbouwen op een nabije locatie dichter bij het Langendaal, dit in verband met een algehele reorganisatie van het winkelcentrum van De Heeg door eigenaar CRA Vastgoed.

## Gebouw
De georiënteerde zaalkerk kerk heeft een achthoekig grondplan met een verhoogd koorgedeelte waartegen aan de buitenzijde een open klokkenstoel is aangebracht. Voor de achthoek zou destijds zijn gekozen omdat de eerste kerk van Monulfus in Maastricht, de magnum templum, deze grondvorm zou hebben gehad. Dat bleek enkele jaren later, bij de opgravingen onder leiding van Titus Panhuysen, niet het geval te zijn. De muren zijn van witte baksteen.
Het interieur werkt als een centraalbouw, waaromheen een lagere galerij is aangebracht. Door een lichtkoepel wordt licht op het altaar geworden. In de westgevel zijn glas-in-loodvensters van T. Kuijpers aangebracht, welke een brandend braambos voorstellen. Bijzonder zijn de kruiswegstaties, door parochiaan Theo Kuijpers geschilderd in naïeve stijl en gesitueerd in een Limburgs heuvellandschap.
De eerste steen is van hardsteen en er zijn vier mergelstenen in aangebracht die afkomstig zouden zijn van een crypte in de Sint-Servaasbasiliek. De hardstenen gedenkplaat toont de tekst: Staat op verkondigt 't woord door Servaas in Tricht gebracht. De bouw zij de hoeksteen van 't werk van Uw kerk. Dit is een vertaling van een Latijnse tekst, die ingebeiteld staat op het deksel van de cenotaaf van Monulfus en Gondulfus in de oostcrypte van de Sint-Servaasbasiliek.